# Rete ferroviaria della Campania

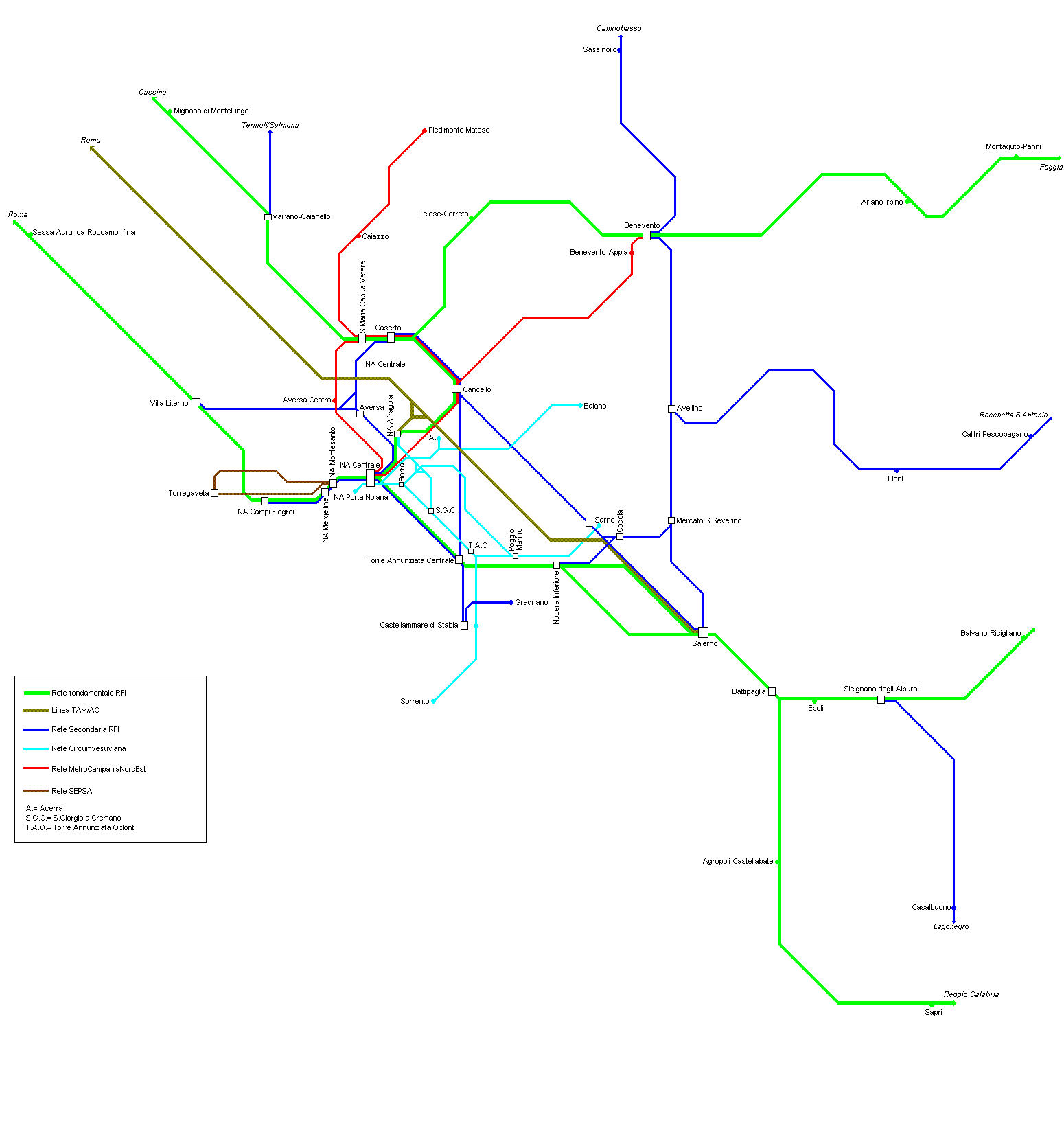
La rete ferroviaria campana

La rete ferroviaria della Campania ammonta a circa 1380 km: la maggior parte è gestita da Rete Ferroviaria Italiana e su di essa sono eserciti i collegamenti long haul di Trenitalia e Nuovo Trasporto Viaggiatori. Le linee del trasporto pubblico locale sono invece affidate a Trenitalia, EAV e ANM. Alcune di queste linee sono ferrovie a scartamento ridotto i cui gestori concessionari sono le medesime Eav e Anm.
Il progetto della Metropolitana Regionale prevede la riqualificazione del movimento ferroviario con nuovi orari ben cadenzati, l'apertura di nuove linee e di nuove stazioni, create anche (e soprattutto) come punto di interscambio con altri mezzi di trasporto, specie auto e autobus.

## Storia

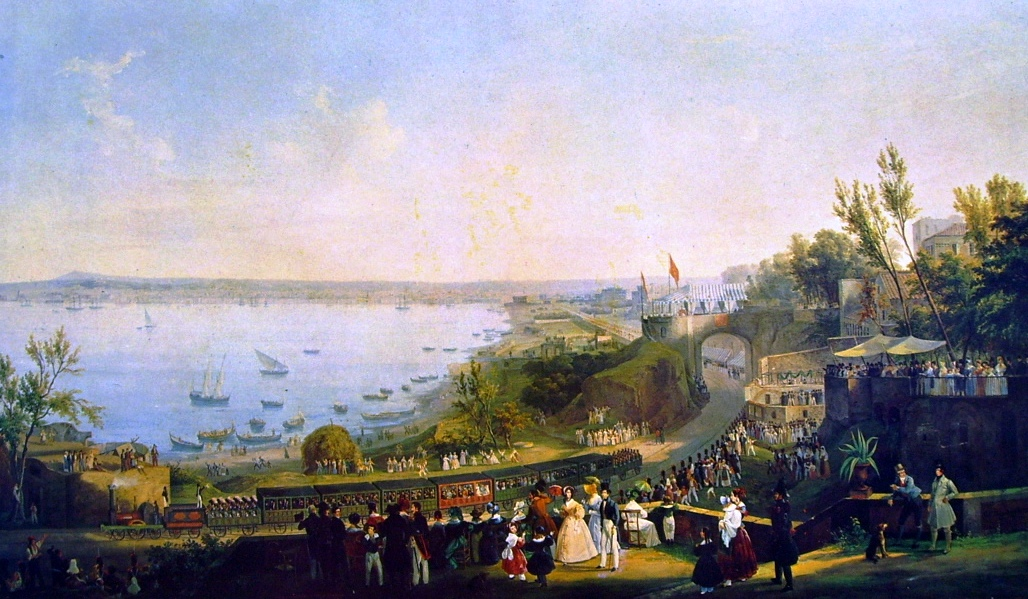
L'inaugurazione della tratta Napoli - Portici

### Le origini
Buona parte della rete delle strade ferrate della Campania ebbe origine quando ancora l'Italia non esisteva come stato unitario e la regione faceva parte del Regno delle Due Sicilie, sotto il dominio dei Borbone e con Napoli capitale. Il re dell'epoca, Ferdinando II, sull'onda del successo delle ferrovie in Inghilterra e ricevuta la proposta della costruzione di una strada ferrata che collegasse Napoli con Nocera Inferiore, e con una diramazione per Castellammare di Stabia, ne approvò i lavori che partirono nell'estate del 1838: l'anno seguente, il 3 ottobre 1839, venne aperto all'esercizio il primo tronco di questa ferrovia che collegava Napoli a Portici, presso la zona del Granatello, a doppio binario e con trazione a vapore. Il successo del nuovo mezzo di trasporto, veloce e sicuro per quei tempi, fu grande. Non molto tempo dopo il re concesse altre autorizzazioni per la costruzione di altre linee ferroviarie. Il 1º maggio 1841 la ferrovia arrivò da Portici a Torre del Greco e l'anno successivo, il 2 agosto 1842, si aprì il tronco che portava a Castellammare di Stabia. Il 19 maggio 1844 la ferrovia congiunse Torre Annunziata con Nocera Inferiore: la prima linea ferroviaria progettata in Campania era stata completata. L'anno prima, il 20 dicembre 1843, era stata inaugurata la ferrovia Napoli - Caserta via Casalnuovo.

## Linee RFI
La rete offerta da RFI è quella più vasta, contando ben 1 066 km. Di questi, il 55% è a doppio binario, mentre il restante 45% a binario singolo. Inoltre il 77% della rete utilizza una trazione elettrica, mentre il 23% la trazione diesel.

### Ferrovie ad Alta Velocità-Alta Capacità e ad Alta Capacità
| Linee AV-AC                       |                  |                  |                 |           |
| Linea                             | Apertura         | Stato attuale    | Numero stazioni | Trazione  |
| Roma-Napoli (AV-AC)               | 19 dicembre 2005 | In esercizio     | 3               | Elettrica |
| Linea a monte del Vesuvio (AV-AC) | giugno 2008      | In esercizio     | 2               | Elettrica |
| Salerno-Reggio Calabria (AC)      | -                | In progettazione | -               | Elettrica |
| Napoli-Bari (AC)                  | -                | In costruzione   | -               | Elettrica |

### Ferrovie principali
Le ferrovie che vengono classificate come principali da RFI presenti in Campania sono 6. Tre di queste ferrovie corrono lungo la dorsale tirrenica, seguendo la linea costiera da Formia, fino a Sapri: da Formia (nonostante la città appartenga al Lazio numerosi treni regionali campani terminano qui le loro corse: i compartimenti ferroviari seguono ancora la suddivisione ante-1970, che ricalca i confini degli stati preunitari) a Napoli si tratta della direttissima Napoli - Roma, da Napoli a Salerno dell'omonima ferrovia e da Salerno a Sapri della Ferrovia Tirrenica Meridionale.
Proprio da quest'ultima ferrovia, all'altezza di Battipaglia, si distacca la linea per Metaponto, che collega la Campania con la costa ionica, passando per Potenza, attraversando buona parte della Basilicata: questa ferrovia è stata elevata a principale solo nel 1993, dopo l'intera elettrificazione, per permettere il passaggio degli Eurostar che svolgevano servizio tra Napoli e Taranto: di tutte le linee principali campane è l'unica ad essere interamente a binario unico.
Le altre due linee principali corrono nell'entroterra della regione: una è la Roma - Napoli via Cassino, che attraversa tutta la Terra di Lavoro ed il capoluogo di Caserta, mentre l'altra è la Napoli - Foggia che collega la Campania con la Puglia, passando per Caserta e Benevento: anche questa ferrovia negli ultimi anni ha subito lavori di ammodernamento che hanno portato in alcuni punti al raddoppio del binario.
| Linee RFI principali          |                  |               |                 |           |
| Linea                         | Completamento    | Stato attuale | Numero stazioni | Trazione  |
| Roma-Cassino-Napoli           | 25 febbraio 1863 | In uso        | 15              | Elettrica |
| Napoli-Foggia                 | 26 maggio 1870   | In uso        | 27              | Elettrica |
| Roma-Formia-Napoli            | 28 ottobre 1927  | In uso        | 11              | Elettrica |
| Napoli-Salerno                | 20 maggio 1866   | In uso        | 18              | Elettrica |
| Salerno-Reggio Calabria       | 1º luglio 1895   | In uso        | 27              | Elettrica |
| Battipaglia-Potenza-Metaponto | 27 dicembre 1880 | In uso        | 12              | Elettrica |

### Ferrovie secondarie
La rete regionale di RFI è rimasta pressoché la stessa nel corso degli anni pur essendo la situazione per alcune di queste linee spesso critica: infatti solo due sono state le chiusure e mai del tutto ufficializzate. Si tratta della Sicignano degli Alburni - Lagonegro che venne chiusa per lavori di ammodernamento insieme alla Battipaglia - Metaponto e mai più riaperta nonostante avesse un buon traffico passeggeri e la Torre Annunziata - Cancello, anch'essa chiusa per lavori nel 2006 e mai più riaperta. La prima linea serviva tutta la zona del Vallo di Diano offrendo una valida alternativa all'auto, mentre la seconda attraversava tutti i comuni vesuviani del versante interno: questa ferrovia però non aveva alcun collegamento diretto con Napoli e ha subito in modo letale la presenza della Circumvesuviana che con la linea Napoli - Sarno ne segue grosso modo lo stesso percorso, per terminare però a Napoli.
L'unica linea che risulta essere definitivamente chiusa ed ormai anche del tutto smantellata è la Sparanise - Gaeta, che attraversava in largo il nord della Campania unendo la costa con il casertano. All'apertura della direttissima Roma - Napoli la linea si trovò tagliata in due ed il servizio era limitato da Sparanise a Formia: lo scarso traffico la portò alla chiusura.
Altra linea di interesse storico e classificata come regionale è la Torre Annunziata - Gragnano: la prima tratta di questa linea da Torre Annunziata a Castellammare di Stabia fu la prima ad essere progettata ed una delle prime in Italia ad entrare in funzione. La linea ha per lungo tempo risentito della mancanza di collegamenti diretti con Napoli, ultimamente nuovamente istituiti da Castellammare di Stabia: la situazione rimane critica, per mancanza di passeggeri nel breve ramo tra Castellammare di Stabia e Gragnano, anche perché nella stazione stabiese bisogna invertire senso di marcia.
| Linee RFI secondarie                              |                   |                                   |                 |           |
| Linea                                             | Apertura          | Stato attuale                     | Numero stazioni | Trazione  |
| Torre Annunziata-Castellammare di Stabia-Gragnano | 4 maggio 1885     | In uso                            | 5               | Elettrica |
| Torre Annunziata-Cancello                         | 1º maggio 1885    | Chiusa nel 2006                   | 10              | Elettrica |
| Benevento-Campobasso                              | 21 settembre 1883 | In uso                            | 18              | Diesel    |
| Avellino-Rocchetta Sant'Antonio                   | 27 ottobre 1895   | Chiusa nel 2010 Riaperta nel 2018 | 33              | Diesel    |
| Cancello-Avellino                                 |                   | Parzialmente chiusa nel 2012      | 17              | Diesel    |
| Salerno-Mercato San Severino                      |                   | In uso                            | 9               | Diesel    |
| Benevento-Avellino                                |                   | In uso                            | 10              | Diesel    |
| Sicignano degli Alburni-Lagonegro                 | 25 maggio 1892    | Sospesa nel 1987                  | 15              | Diesel    |
| Gaeta-Formia-Sparanise                            | 3 maggio 1892     | Chiusa nel 1981                   | 9               | Diesel    |
| Vairano-Isernia                                   |                   | In uso                            | 11              | Elettrica |
| Codola-Nocera Inferiore                           |                   | In uso                            | 3               | Elettrica |

### Altre tipologie di linee RFI secondarie
| Altre tipologie di linee RFI secondarie di tipo concesse |                   |               |                 |           |
| Linea                                                    | Apertura          | Stato attuale | Numero stazioni | Trazione  |
| Passante ferroviario di Napoli                           | 20 settembre 1925 | In uso        | 14              | Elettrica |
| Raccordo di Castellammare di Stabia                      | 15 aprile 1886    | In uso        |                 | Diesel    |
| Raccordo di Torre Annunziata                             | 15 aprile 1886    | In disuso     |                 | Elettrica |
| Raccordo di Salerno                                      | 20 dicembre 1925  | Soppresso     |                 | Diesel    |

### Servizio ferroviario metropolitano di Salerno
Il servizio ferroviario metropolitano di Salerno, conosciuto anche con il nome di "Metropolitana" o "Metropolitana leggera", è un servizio ferroviario urbano, le cui infrastrutture sono state costruite ex novo, che serve la città di Salerno. La linea attraversa l'intera città da nord a sud, per una lunghezza pari a 7 km. L'infrastruttura corre parallelamente alla Ferrovia Tirrenica Meridionale, nel tratto compreso tra le stazioni di Salerno e quella di Pontecagnano, grazie all'aggiunta di un terzo binario: la linea, attualmente, conta 6 stazioni, ma gli sviluppi futuri prevedono diverse nuove fermate.

## Linee EAV
La rete Circumvesuviana si sviluppa, in sede propria e con scartamento ridotto (mm 950), per 144 km ed unisce il capoluogo di regione con la sua area metropolitana, sforando, in alcuni punti, in provincia di Salerno (nel caso di Scafati, San Valentino Torio e Sarno) e in provincia di Avellino (ad Avella e Baiano). 
| Rete ferroviaria e relazioni gestite dall'Ente Autonomo Volturno |          |                                  |           |          |                       |
| Linea ferroviaria                                                | Apertura | Stato                            | Trazione  | Stazioni | Rete di provenienza   |
| Napoli-Nola-Baiano                                               | 1885     | In uso                           | Elettrica | 28       | Circumvesuviana       |
| Diramazione Pomigliano d'Arco-Acerra                             | 2004     | In uso                           | Elettrica | 4        | Circumvesuviana       |
| Napoli-Ottaviano-Sarno                                           | 1891     | In uso                           | Elettrica | 28       | Circumvesuviana       |
| Napoli-Pompei-Poggiomarino                                       | 1904     | In uso                           | Elettrica | 25       | Circumvesuviana       |
| Napoli-Sorrento                                                  | 1932     | In uso                           | Elettrica | 15       | Circumvesuviana       |
| Diramazione Botteghelle-San Giorgio a Cremano                    | 2001     | In uso                           | Elettrica | 7        | Circumvesuviana       |
| Cumana                                                           | 1889     | In uso                           | Elettrica | 19       | SEPSA                 |
| Circumflegrea                                                    | 1962     | In uso                           | Elettrica | 16       | SEPSA                 |
| Alifana Alta                                                     | 1914     | In uso                           | Diesel    | 15       | MetroCampania NordEst |
| Alifana Bassa                                                    | 1913     | Chiusa nel 1976                  | Diesel    |          | MetroCampania NordEst |
| Benevento-Valle Caudina-Cancello                                 | 1913     | In uso                           | Elettrica | 12       | MetroCampania NordEst |
| Napoli-Giugliano-Aversa                                          | 2005     | In uso e in parte in costruzione | Elettrica | 5        | MetroCampania NordEst |

## Stazioni
La Campania è servita nella sua interezza da una buona rete di ferrovie e con essa quindi molto città godono del privilegio di avere una stazione ferroviaria: in alcuni casi, specie nell'area metropolitana di Napoli, dove la rete di trasporti si fa più fitta, alcune città, come Pozzuoli, Torre del Greco e Castellammare di Stabia, oltre ad essere attraversate da diverse linee ferroviarie, sfiorano le 10 stazioni nel proprio territorio comunale. La situazione cambia all'interno della regione, nelle zone montuose degli Appennini dove, oltre ad una rete ferroviaria più scarsa, molto spesso le stazioni si trovano ad una notevole distanza dai centri abitati che servono ed in molti casi sono state chiuse per lo scarso traffico come è accaduto per molte stazioni della ferrovia Avellino - Rocchetta Sant'Antonio e della ferrovia Benevento - Campobasso.

### Stazioni passeggeri
La maggior parte delle stazioni campane viene gestita da Rfi, che vede in Napoli Centrale la stazione principale sia per numero di treni che per movimento passeggeri della regione: tale stazione, con quella di Castellammare di Stabia e di Gragnano risultano essere le uniche di testa di Rfi in Campania. Inoltre, la stazione di Salerno è un importante snodo ferroviario poiché vi confluiscono numerose linee a carattere regionale e nazionale. Altri nodi ferroviari importanti sono Aversa e Cancello. Di fondamentale importanza è infine la stazione di Napoli Afragola, sita in quest'ultima città, progettata come hub dell'alta velocità nella regione Campania, nonché importante snodo per il Mezzogiorno, essendo unica fermata nel napoletano delle seguenti relazioni:
- Frecciarossa Venezia-Reggio Calabria, Milano-Reggio Calabria (con la sola fermata a Bologna tra Milano e Roma), Roma-Reggio Calabria e Bolzano-Sibari e viceversa;
- Frecciargento Roma-Reggio Calabria e viceversa;
- Italo Venezia-Salerno e Torino-Reggio Calabria (viceversa no).

La Circumvesuviana conta 96 stazioni, di cui 5 sono terminali e 7 hanno la funzione di bivio. Alcune stazioni della Circumvesuviana hanno un movimento passeggeri così elevato da essere tra le prime in Campania come quelle di Napoli Porta Nolana, Napoli Piazza Garibaldi, Torre del Greco, Ercolano, Castellammare di Stabia, Sorrento, Ottaviano, Pomigliano d'Arco e Nola.

## Metropolitane

### Metropolitana di Napoli
La metropolitana di Napoli è composta da 2 linee metropolitane (linea 1 e linea 6) ; le altre linee (linee 2, 3, 4, 5 e 7) sono servizi metropolitani che utilizzano infrastrutture ferroviarie.
La Linea 1 è stata la prima vera linea metropolitana di Napoli ed è stata inaugurata nel 1993: oggi è composta da 19 stazioni, su un percorso di circa 18 km, collegando il quartiere di Piscinola con il centro, a piazza Garibaldi ed è gestita da ANM. è in fase avanzata il prolungamento dalla stazione di Piscinola all'aeroporto di Capodichino.
La Linea 6, inaugurata l'11 gennaio 2007 e gestita da ANM, è la più giovane della rete della metropolitana di Napoli e può essere considerata realmente una metropolitana seppur leggera. In principio questa linea doveva essere una tramvia che avrebbe dovuto collegare il quartiere di Fuorigrotta con quello di San Giovanni a Teduccio, ma a causa di problemi economici, dopo la realizzazione delle prime opere, i lavori furono fermati. In seguito si è deciso di utilizzare le opere già esistenti per la realizzazione di una metropolitana: oggi la linea unisce Fuorigrotta con piazza Municipio.
La Linea 11, chiamata anche "Linea Napoli-Giugliano-Aversa", inaugurata nel 2005 e gestita da EAV, tramite interscambio con la linea 1 a Piscinola, realizza un collegamento metropolitano con i comuni a nord di Napoli, come Giugliano, la terza città della Campania per numero di abitanti. È in corso la realizzazione di ulteriori 4 stazioni che saranno utilizzate anche dalla linea 1.